# Gainford (County Durham)
Gainford oder Gainford on Tees ist ein Dorf am Nordufer des Flusses Tees in der Grafschaft Durham, England. Es liegt auf halbem Weg zwischen Barnard Castle und Darlington. Bei der Volkszählung 2021 wurden 1243 Einwohner erfasst.

## Geschichte
In angelsächsischer Zeit war Gainford das Zentrum eines Landguts, das zur northumbrischen Kongregation von Cuthbert von Lindisfarne gehörte. Später wurde das Gebiet von Wikingern besiedelt. Archäologen haben in Gainford Wikingerskulpturen gefunden, von denen einige in der Ausstellung Open Treasure in der Kathedrale von Durham ausgestellt sind. Viele Skulpturen, die in Gainford gefunden wurden, zeigen sowohl northumbrische als auch wikingerzeitliche Einflüsse. Trotz der Besiedlung durch die Wikinger blieben die northumbrischen Angeln in der Wikingerzeit die wichtigsten Landbesitzer an den Ufern des Tees.
Im 19. Jahrhundert hatte das Dorf Gainford eine eigene Heilquelle, die touristische Bedeutung hatte, sie wurde jedoch zu Beginn des Ersten Weltkrieges geschlossen und erst 2002 restauriert. Heute sind die wichtigsten Merkmale des Ortes ein naturbelassener Dorfanger, eine Halle im jakobinischen Stil und eine georgianische Straße namens High Row. Die Dorfkirche St. Mary’s steht an der Stelle eines angelsächsischen Klosters, das im frühen 9. Jahrhundert von Bischof Ecgred von Lindisfarne errichtet wurde.
Heute ist das Dorf dafür bekannt, dass Pensionäre aus dem nahegelegenen Darlington gerne hierher umziehen.

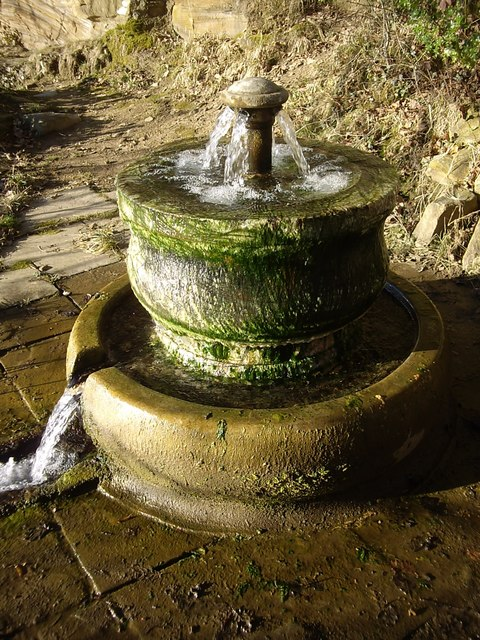
Heilquelle bei Gainford
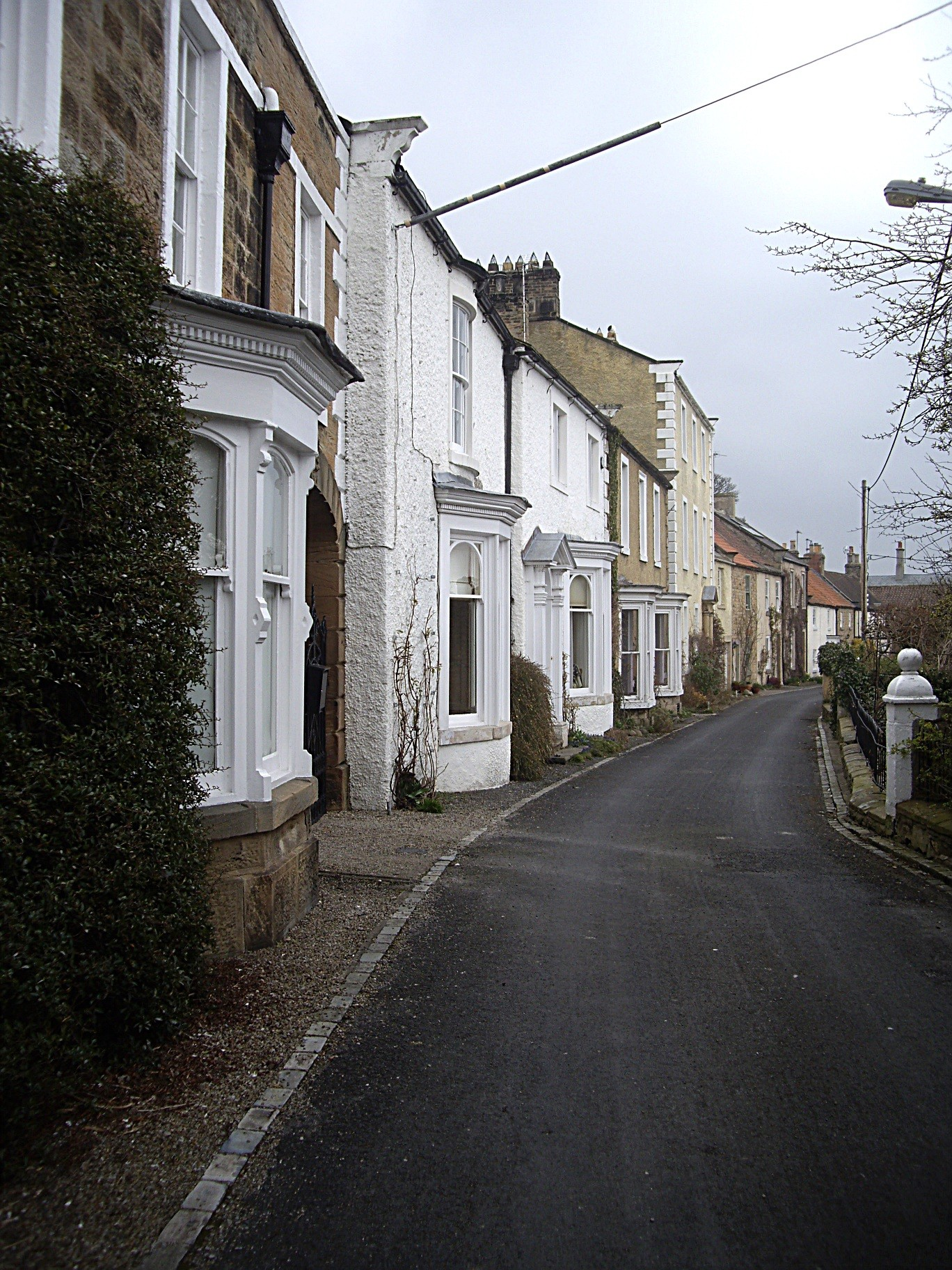
Häuser an der High Row